# 劉世忠
劉世忠（1965年10月31日—），台灣學者、中華民國外交官。畢業於東吳大學政治學系學士、淡江大學美國研究所碩士、哥伦比亚大学政治學研究所碩士。曾任總統陳水扁文膽與外交幕僚、外交部研究設計會副主任委員、民主進步黨國際事務部主任、新台灣國策智庫執行長、臺南市政府副秘書長、行政院大陸委員會諮詢委員（政黨代表）、中華民國對外貿易發展協會副董事長、駐匈牙利臺北代表處大使銜代表等職務，現任駐越南台北經濟文化辦事處大使銜代表。

## 職業生涯
劉世忠與副總統蕭美琴是哥倫比亞大學研究所同學，兩人在許信良擔任民主進步黨主席時，返台任職於國際事務部。2000年中華民國總統選舉，在外交事務上都受到陳水扁的倚重，陳水扁當選總統後，劉世忠便擔任其文膽與外交幕僚，負責對國外媒體與學者進一步闡述總統重要談話的工作。2012年，與政策委員會執行長吳釗燮合作，恢復民主進步黨駐美國代表處，重建與美方關係。2014年，柯文哲在競選台北市長期間，也協助處理國際事務，並陪同出訪。後擔任台南市長賴清德的副秘書長，開展城市外交。2016年，蔡英文當選總統，劉世忠擔任中華民國對外貿易發展協會副董事長，協助董事長黃志芳擬定全球市場拓展策略。
2020年10月8日，對於2019冠状病毒病疫情在全球擴散，駐匈牙利代表劉世忠與馬爾他騎士團駐匈牙利大使烏格隆（Imre Ugron）前往騎士團駐匈牙利的醫療社會福利協會總部，捐贈3,000片口罩給協會內的老人院與遊民醫療中心，由副總會長吉爾瑞-達尼（Lajos Gyori-Dani）代表接受；26日，劉世忠前往布達佩斯市政府會見市長卡拉松尼，討論雙方城市交流與智慧城市等議題，並邀市長訪台；其後也會見國會副議長與外交委員會主席。
2020年11月4日，劉世忠與駐台機構的匈牙利貿易辦事處代表羅林（Daniel Csaba Lorincz）透過視訊方式簽署《台匈獎學金計畫合作瞭解備忘錄》，提供台灣與匈牙利的學生赴對方國家進修。

## 外部連結
- 劉世忠. . 台北論壇基金會. 2013年7月1日.
- 林淑媛. . 英文台灣日報. 2014年6月28日  [2020年12月24日]. （原始内容存档于2022年3月10日）.
- 林朝億. . 新頭殼. 2014年6月30日  [2020-12-24]. （原始内容存档于2015-04-27）.
- VOA卫视. . YouTube. 2013年10月6日  [2020年12月24日]. （原始内容存档于2022年3月10日）.
- 寶島聯播網. . YouTube. 2020年11月9日  [2020年12月24日]. （原始内容存档于2022年3月10日）.